# Bara District
Bara District er et af Nepals 75 administrative og politiske regioner, betegnet distrikter (lokalt betegnet district, zilla, jilla el. जिल्ला). Bara er et distrikt i lavlandet Terai, som ligger i Narayani Zone i Central Development Region.
Bara areal er 1.190 km² og der boede ved folketællingen 2001 i alt 559.135 og i 2007 624.554 i distriktet. Distriktets politiske organ District Development Committee er sammensat gennem indirekte valg, med repræsentation fra hver af de 9-17 administrative enheder ilakaer, hvert distrikt er opdelt i.
Bara District er endvidere opdelt i 99 udviklingskommuner (lokalt navn: Gaun Bikas Samiti (G.B.S.) el. Village Development Committee (VDC)), hvoraf byer med over 10.000 indbyggere kategoriseres som købstæder (municipalities).
Bara District er udviklingsmæssigt – gennem anvendelse af FN og UNDP's Human Development Index – kategoriseret som nr. 37 ud af Nepals 75 distrikter.